# Пломарион
Плома́рион (греч. Πλωμάριον) или Плома́ри (Πλωμάρι) — малый город в Греции на юге острова Лесбоса. Расположен на высоте 21 м над уровнем моря, в 22 километрах к юго-западу от Митилини. Входит в общину (дим) Митилини в периферийной единице Лесбос в периферии Северные Эгейские острова. Население 2996 жителей по переписи 2011 года.

## Туризм

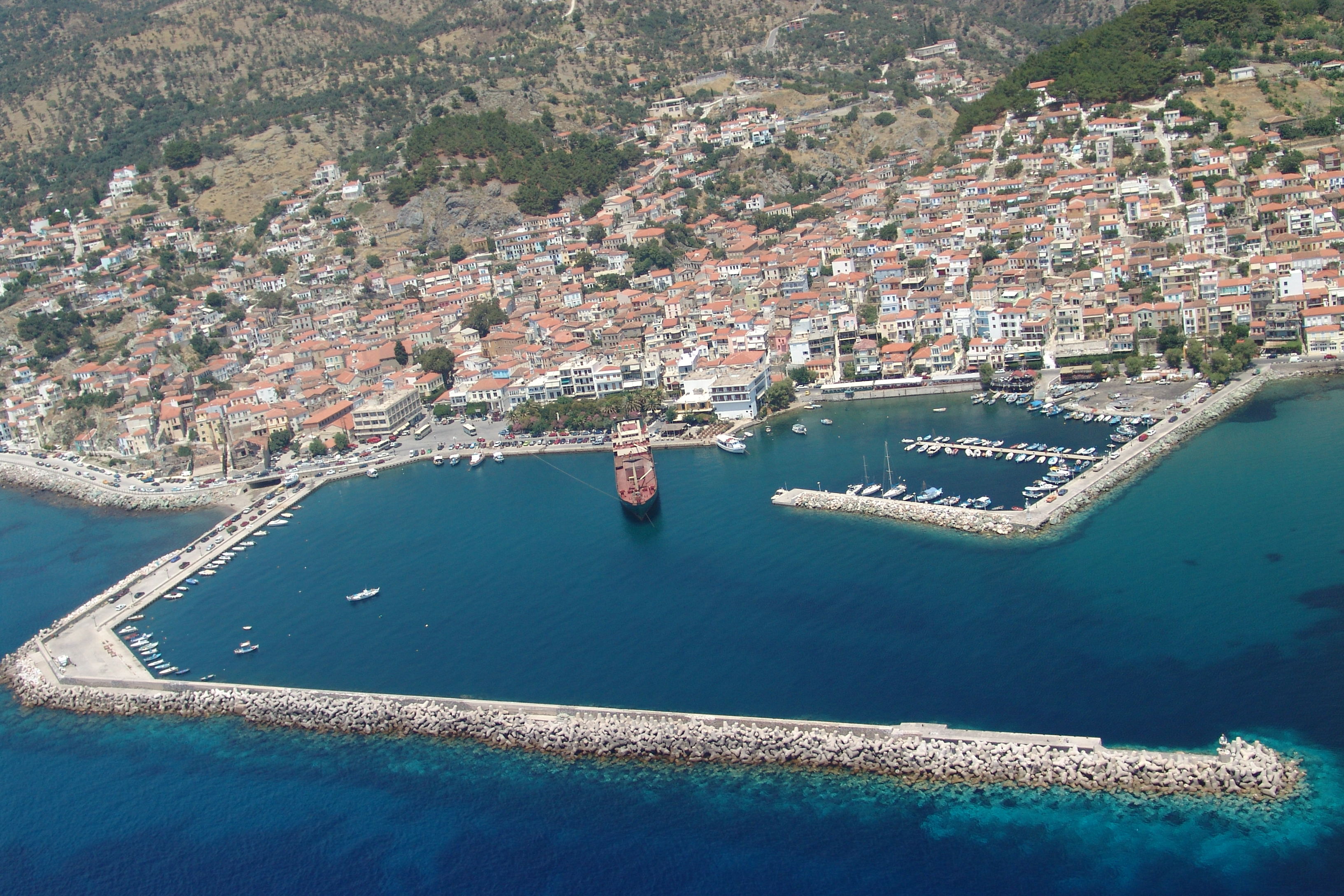
Вид на Пломарион с высоты

На востоке от Пломари расположена приморская деревня Айос-Исидорос с песчаным пляжем, который был признан одним из лучших в Греции. К западу от города, на расстоянии 6 километров, расположен 700-метровый галечно-песчаный пляж Мелинда.

## Достопримечательности
- Поликентро
- Музей узо Варваяни
- Музей узо Арванити («Мир узо»)
- Музей мыла
- Традиционная кофейня «Атанасиадио кафенио»
- Клуб «Вениамин Лесбосский»
- Музей этнографии

## Сообщество Пломарион
В сообщество (Κοινότητα Πλωμαρίου) входят шесть населённых пунктов. Население 3276 жителей по переписи 2011 года. Площадь 40,478 квадратного километра.
| Населённый пункт | Население (2011), человек |
| ---------------- | ------------------------- |
| Айос-Исидорос    | 241                       |
| Ано-Хорьо        | 5                         |
| Като-Хорион      | 32                        |
| Курнела          | 2                         |
| Месуна           | 0                         |
| Пломарион        | 2996                      |

## Население
| Год  | Население, человек |
| ---- | ------------------ |
| 1991 | 3516               |
| 2001 | 3367               |
| 2011 | ↘ 2996             |